# 파드마프리야
파드마프리야(Padmapriya, 1901년 ~ 1997년 11월 16일)는 배우이다.
카르나타카주에서 태어났다.

## 영화
- 시바란자니 앤드 투 아더 우먼 (2018년)
- 셰프: 아빠의 푸드트럭 (2017년)
- 레이디스 앤드 젠틀맨 (2013년)
- 스트라이커 (2010년)
- 케랄라 바르마 파자시 라자 (2009년)
- 쿠티 스란크 (2009년)